# 白いリングへ
『白いリングへ』は、ポニーキャニオンから発売された日本のゲームソフト。正式名称は『女子プロレスSTORY 白いリングへ Twinkle Little Star』。

## 概要
プロレスを題材としつつも、対戦アクションゲームではなく、ひとりの新人を最強のレスラーに育て上げる育成シミュレーションゲームに重点を置いた作品。実在する女子プロレス団体『LLPW』の公認と、大仁田厚が当時率いていたインディープロレス団体『FMW』の協力によって製作され、ゲーム中に登場する各団体の主要選手は全て実名で登場する。
当時のスーパーファミコンでは縁の薄かった育成シミュレーションゲームであり、さらに題材が女子プロレス界でのサクセスストーリーということも手伝って、ドットで描かれた緻密なキャラクターグラフィックを前面に押し出していたが、世間はすでにプレイステーションやセガサターン、PC-FXなどの32bitハードが次世代ゲーム機規格の覇権を争う時期だったため、ユーザーのスーパーファミコン離れが進んでいたことに加えて、ゲームソフト自体の販売価格など様々な問題を抱えていた。

## ストーリー
中学卒業と同時に女子プロレスラーを目指してLLPWに入門した主人公。同期の5人とともに先輩レスラーたちの指導を受け、1年間の練習を経てデビューする。他団体との試合や格闘技道場での稽古などを経て、主人公はしだいに実力をつけていく。ときには移籍話や写真集の仕事などが舞い込んでくることもある。はたして、主人公はメインエベンター、そして最強の女子プロレスラーの座をつかめるのだろうか？

## システム
本作には1人専用の『ストーリーモード』と、2人でのシングルマッチあるいはタッグマッチが可能な『対戦モード』の2つがある。
『ストーリーモード』は、ゲーム開始後に主人公のプロフィール設定画面に入り、名前以外の各項目の選択によって細かな初期パラメーターが決定される。本編に入ると、1か月単位のスケジュールの中で団体所属レスラーを1週間に付き1人選択してトレーニングを指導してもらい、パラメーターの増加や技の取得を行う。プロテストに合格した後は正規軍、反乱軍どちらに身を置くかを選択し、ベビーフェイス（技巧中心）かヒール（パワー中心）かを選ぶようになり、それによって受けられる指導内容に違いが現れるようになる。
『対戦モード』は、ゲーム中の登場キャラクターを選択、操作して対戦する方式ではなく、各自が育成したキャラクターのクリアデータを専用バンクに登録、またはバンク登録したキャラクターのデータを変換したパスワードを入力、登録することで初めて対戦が可能となる。

## 主な開発スタッフ
- 原作：長友慎也
- キャラクターデザイン：厳華彼方
- 音響効果：アトリエ・ドゥーブル
- 音楽：須貝秀之
- 企画：Marehen Breaker
- 開発：OPERA HOUSE

## 登場するプロレスラー

### LLPW
- 風間ルミ
- 神取忍
- キャロル美鳥
- イーグル沢井
- 遠藤美月
- 半田美希
- 紅夜叉
- 二上美紀子
- 大向美智子
- ハーレー斉藤
- 立野記代
- 青野敬子

### FMW
- 大仁田厚
- 工藤めぐみ
- 中山香里

### 藤原組
- 藤原喜明
- 石川雄規